# Estación de Santa Iria
La Estación Ferroviaria de Santa Iria es una estación de la Línea del Norte, que se sitúa en la localidad de Santa Iría da Azóia, en el ayuntamiento de Loures, en Portugal. Es utilizada por los servicios de las Líneas de Sintra y Azambuja de la red de trenes suburbanos de Lisboa, de la operadora Comboios de Portugal.

## Servicios

### Ferroviarios

#### Días Laborables
- En los días laborales existen, durante todo el día, trenes con una periodicidad de media hora en ambos sentidos, que hacen la conexión entre Castanheira do Ribatejo y Lisboa (Alcântara-Terra), y en las horas punta, también existe cada media hora en ambos sentidos, trenes que unen Alverca do Ribatejo a Mira-Sintra/Meleças.

#### Fines de semana y festivos
- Hay trenes cada media hora, en el tramo entre Alverca y Monte Abraão, durante todo el día.

### Otros servicios
- Existe un kiosko con una cafetería/estanco, con bastante demanda no solo de quien utilizó/va a utilizar el tren, sino también de los trabajadores de la pequeña zona industrial que rodea el apeadero.

- También existe un tramo de la Carretera de Lisboa (327), que circula por la villa de Santa Iría, Urbanización del Alto da Eira, barrio das Courelas, Pirescoxe y Portela de Azóia, regresando al apeadero pasando por las mismas localidades. Tiene frecuencia de 30 minutos durante las horas punta y de refuerzo de los días laborales, y de una hora los sábados de mañana.